# Boge Kompressoren
Boge Kompressoren (Eigenschreibweise BOGE KOMPRESSOREN Otto Boge GmbH & Co. KG) ist ein Hersteller von Industrie-Kompressoren und Druckluftsystemen in Deutschland. Seinen Hauptsitz hat das in vierter Generation inhabergeführte Familienunternehmen in Bielefeld, wo sich auch der größte Produktionsstandort befindet. Hier beschäftigt Boge rund 450 Mitarbeiter, weltweit sind rund 800 Mitarbeiter für das Unternehmen tätig. Weitere Produktionsstandorte befinden sich im sächsischen Großenhain, wo das Verdichterstufen-Kompetenzzentrum ansässig ist und in China (Shanghai), wo Produkte für die dortigen lokalen Märkte hergestellt werden. 2014 erzielte Boge noch einen Jahresumsatz von 120 Mio. Euro bei einem Exportanteil von ca. 65 %, zwei Jahre darauf bereits einen Jahresumsatz von 130 Mio. Euro, 2021 150 Mio. Euro und rund 180 Mio. Euro im Jahr 2023.
Im Dienstleistungssektor unterstützt Boge Kunden aktiv bei der Umsetzung energiesparender Maßnahmen; beispielsweise durch Effizienzsteigerung und Wärmerückgewinnungssysteme.
Die Produkte und Dienstleistungen sind in über 120 Ländern der Erde erhältlich. Der weltweite Vertrieb wird über Boge Vertriebsgesellschaften mit eigenem Außendienst und zertifizierten Handelspartnern organisiert.

## Geschichte
Boge liegt als Familienunternehmen in den Händen der vierten Familiengeneration. Alleiniger Geschäftsführer ist Sebastian Göbel. Der Grundstein für das heutige Unternehmen Boge wurde 1907 von Otto Boge mit dem Vertrieb von Türschließern gelegt.
1919 entwickelte und fertigte er Spezialwerkzeuge für die Kfz-Reparatur. In den 1920er Jahren nahm Boge auch die Fahrrad- wenig später eine Motorradproduktion auf. In dieser Zeit benötigten Kfz-Werkstätten bereits Kompressoren, um die häufig auftretenden Reifenpannen zu beheben. Diesen rasch wachsenden Markt entdeckte Boge in den 1920er Jahren und legte damit den Grundstein für die weitere Unternehmensentwicklung.
Den ersten Kolbenkompressor brachte Otto Boge 1925 auf den Markt. Nach dem Zweiten Weltkrieg, in dem das Unternehmen zwangsweise für die Rüstungsproduktion tätig war, entdeckte Boge das Industriegeschäft. Boge stellte Kompressoren her, die rund um die Uhr zuverlässig Druckluft erzeugten. Das Produktspektrum erweiterte sich ebenso kontinuierlich wie die Fertigungskapazitäten.
Zu den Meilensteinen in der Firmenentwicklung zählen die Einführung der Schraubenkompressortechnologie im Jahr 1973, die Einführung der ölfreien Schraubenverdichter 1997 sowie die Einführung von Schraubenkompressoren für komplett ölfreie Druckluft in 2011, die Einführung von ölfreien Scroll-Kompressoren in 2015, sowie ölfreien und luftgelagerten Turbokompressoren in 2017.
Boge produziert heute Verdichterstufen für Schrauben- und Kolbenkompressoren im sächsischen Großenhain.
Seit 2013 gehören auch Spezialgasgeneratoren für die Produktion von Stickstoff und Sauerstoff zu den Produkten von Boge.
Seit Ende 2023 werden, durch die Übernahme der INMATEC GaseTechnologie, Gasgeneratoren in Membran und PSA Technologie innerhalb der Boge Gruppe produziert.
Boge wurde in den letzten Jahren wiederholt als „familienfreundlicher Arbeitgeber“ und „Ausbildungschampion“ durch diverse Gremien ausgezeichnet.

## Belege
1. ↑  Zitiert nach Kristina Grube: Boge lockt zukünftige Mitarbeiter an (Memento vom 24. Juli 2015 im Internet Archive). In: Neue Westfälische, 21. Juni 2015. Abgerufen am 24. Juli 2015.
2. ↑  Zitiert nach  Nora Nuissl: Der Kompressorenhersteller Boge wächst entgegen dem Branchentrend. In: MM MaschinenMarkt, 13. Januar 2015. Abgerufen am 24. Juli 2015.
3. ↑  Rekordumsatz bei Boge. (PDF) Boge Kompressoren Otto Boge GmbH & Co. KG, 13. Januar 2016, archiviert vom Original (nicht mehr online verfügbar) am 11. April 2017; abgerufen am 10. Januar 2018.
4. ↑  Boge erzielt Rekordumsatz. In: westfalen-blatt.de. Westfalen-Blatt, 21. Dezember 2021, abgerufen am 21. Dezember 2021.
5. ↑  Effizienz | BOGE Kompressoren. Abgerufen am 28. Februar 2024.
6. ↑  Wärmerückgewinnung. Abgerufen am 28. Februar 2024.
7. ↑  Impressum | BOGE Kompressoren. Abgerufen am 23. Februar 2024.
8. ↑  Scrollkompressoren | BOGE Kompressoren. Abgerufen am 23. Februar 2024.
9. ↑  BOGE | Turbokompressoren | Druckluft. Abgerufen am 23. Februar 2024.
10. ↑  Boge baut jetzt in Großenhain Kompressoren. Abgerufen am 28. Februar 2024.
11. ↑  Oliver Horst: Boge übernimmt insolventen Weltmarktführer Inmatec. Abgerufen am 23. Februar 2024.
12. ↑  BOGE ist mehrfach als familienfreundlicher Arbeitgeber ausgezeichnet | BOGE Kompressoren. Abgerufen am 28. Februar 2024.

Koordinaten: 52° 6′ 7,2″ N, 8° 32′ 16,5″ O